# Kononcza
Kononcza (ukr. Кононча) – wieś na Ukrainie, w obwodzie czerkaskim, w rejonie czerkaskim, w hromadzie Kaniów. W 2001 liczyła 462 mieszkańców, spośród których 455 wskazało jako ojczysty język ukraiński, 5 rosyjski, 1 białoruski, a 1 inny.